# Impero Galattico (Guerre stellari)
L'Impero Galattico (Galactic Empire) è un organismo politico immaginario descritto nell'universo di Guerre stellari. Apparso per la prima volta come la principale fazione antagonista nel film Guerre stellari e nei due sequel L'Impero colpisce ancora e Il ritorno dello Jedi, esso è la maggiore potenza militare e politica della galassia e si contrappone, all'interno della guerra civile galattica, all'Alleanza Ribelle.
Secondo la cronologia interna alla saga, l'Impero venne costituito durante La vendetta dei Sith nel 19 BBY, quando il cancelliere supremo Palpatine, con la fine delle guerre dei cloni alle porte, trasformò la Repubblica Galattica autoproclamandosi imperatore col favore del Senato. Dopo diciannove anni di governo l'Impero subì una serie di pesanti sconfitte inflitte dall'Alleanza Ribelle, come la distruzione della Morte Nera, per poi soccombere con la distruzione della Morte Nera II e la battaglia di Jakku 24 anni dopo la sua nascita.
L'Impero è descritto in numerose opere del franchise come una feroce dittatura, basata su «terrorismo di Stato, odio xenofobo, imprigionamento e genocidio di razze non umane, dispiego di forza, minacce di uso di armi letali e, soprattutto, paura costante».

## Storia
(Palpatine nel film Star Wars: Episodio III - La vendetta dei Sith)
Negli ultimi decenni della sua esistenza, la Repubblica Galattica, che reggeva da secoli la galassia, era diventata sempre meno efficiente, corrotta e burocratizzata. In queste circostanze il Sith Darth Sidious, conosciuto come il senatore di Naboo Palpatine, inizia il suo piano per prendere il controllo della galassia. Nel 32 BBY negli eventi narrati ne La minaccia fantasma, Sidious riesce a orchestrare, attraverso la Federazione dei Mercanti, il blocco e l'invasione di Naboo, in modo tale da indurre Padmé Amidala, la regina del pianeta, a chiedere una mozione di sfiducia per il cancelliere Finis Valorum, colpevole di aver sottovaluto la minaccia della Federazione. Valorum viene così deposto e Palpatine è eletto cancelliere.
Ne L'attacco dei cloni Palpatine manovra gli eventi in modo tale da indurre un conflitto su vasta scala, le guerre dei cloni. Durante il conflitto Palpatine si attribuisce sempre più poteri straordinari, riuscendo sempre, al contrario dei Jedi, a rimanere una figura popolare tra la popolazione. Nel 19 BBY, durante La vendetta dei Sith, l'inimicizia tra Palpatine e l'Ordine Jedi raggiunge il culmine e, una volta scoperta la vera identità del cancelliere, un manipolo di Jedi guidato da Mace Windu tenta di arrestarlo; il Sith però riesce a sconfiggerli grazie all'intervento di Anakin Skywalker, il quale viene poi preso da Sidious come apprendista sotto il nome di Dart Fener. Sidious, poco dopo, attua la grande purga Jedi, portando i clone trooper a ribellarsi ai propri generali Jedi e massacrandone la maggior parte. Riunito il Senato in una seduta straordinaria, Palpatine proclama la nascita dell'Impero, ricevendo il consenso della quasi totalità dei senatori.
Poco dopo la proclamazione dell'Impero, i capi della Confederazione dei Sistemi Indipendenti, che erano stati riuniti su Mustafar da Sidious, vengono trucidati da Dart Fener. Senza più rivali, il neonato Impero esce vittorioso dalle guerre dei cloni e le sacche di resistenza della Confederazione vengono neutralizzate nell'arco di pochi anni. Nel periodo che va dal 19 allo 0 BBY, gran parte delle vecchie istituzioni repubblicane, che formalmente esistevano ancora, perdono sempre più potere a vantaggio dei governatori regionali, mentre poche mantengono le stesse funzioni e poteri; inoltre il governo imperiale tenta di rimuovere il ricordo dell'Ordine Jedi dalla memoria collettiva tramite una damnatio memoriae, mentre Fener, affiancato da degli inquisitori, s'impegna a stanare ed eliminare i Jedi sopravvissuti alla purga, come mostrato in Star Wars Rebels.
Dal punto di vista militare l'Impero ingloba tutti i mondi della Confederazione, mentre gli altri sistemi indipendenti, a eccezione di quelli dello spazio Hutt, divengono protettorati imperiali o vengono occupati. Le forze armate, che già alla fine della Repubblica erano diventate la struttura portante della galassia, riescono, grazie anche a degli efficienti servizi segreti, a contenere per quasi un decennio i vari movimenti antimperiali esistenti, evitando che collaborino tra di loro e che costituiscano una seria minaccia al Nuovo Ordine.
A partire dal 5 BBY le organizzazioni armate antimperiali aumentano tuttavia notevolmente, portando l'Impero a schierare gran parte della flotta stellare e i suoi migliori ammiragli. Nel 2 BBY alcuni politici, tra cui i senatori Bail Organa e Mon Mothma, riescono a organizzare le varie cellule armata di resistenza, creando l'Alleanza Ribelle. Essa riesce in breve tempo ad attirare le simpatie di parte dei membri del Senato Imperiale, mentre crescono le azioni di sabotaggio nei confronti dell'Impero. In Guerre stellari il governo imperiale decide allora di aumentare gli sforzi per la costruzione della Morte Nera, arma di distruzione di massa capace di distruggere un intero pianeta, ma questa viene distrutta dai ribelli.
L'Impero subisce, con la distruzione della Morte Nera, la sua prima pesante sconfitta durante la guerra civile galattica. A essa seguono tre anni di duri scontri, nei quali l'Impero riesce a infliggere pesanti sconfitte alla ribellione, come mostrato ne L'Impero colpisce ancora. Ne Il ritorno dello Jedi ambientato nel 4 ABY, tuttavia, le forze dell'Alleanza pervengono a distruggere la Morte Nera II e a sconfiggere pesantemente la flotta stellare. Durante la battaglia, inoltre, Palpatine viene assassinato da Fener, tornato al lato chiaro grazie all'intervento del figlio Luke Skywalker, privando gli imperiali della loro guida. Di conseguenza, dopo la sconfitta nella battaglia di Endor e la morte di Palpatine, scoppiano varie insurrezioni su molti pianeti e le lotte interne tra i membri dei consiglio imperiale e gli ammiragli della flotta portano presto l'Impero a frammentarsi in più fazioni, mentre la neo costituita Nuova Repubblica ne annienta le forze rimanenti.
Nella serie di romanzi Star Wars: Aftermath, dopo i brevi governi di Mas Amedda e Rae Sloane, nel caos emerge la figura di Gallius Rax, ammiraglio originario di Jakku che, desideroso di ricostituire l'Impero riportandolo ai suoi fasti originari, fonda il Consiglio Ombra e organizza un attentato che, a un anno esatto dalla distruzione della Morte Nera II, uccide parte del nuovo governo repubblicano. Rax raggruppa quello che è rimasto della flotta imperiale su Jakku, non per annientare la flotta ribelle ma per uccidere gli alti ufficiali imperiali e creare un nuovo e più potente ordine. Il piano riesce ma nella fuga dal pianeta Rax viene ucciso in una faida.
Negli anni successivi, il Primo Ordine, con a capo il Leader Supremo Snoke, raccoglie l'eredità dell'Impero Galattico, riorganizzandone i nostalgici e i simpatizzanti nelle file di un nuovo corpo militare, come mostrato nella trilogia sequel.

## Influenze

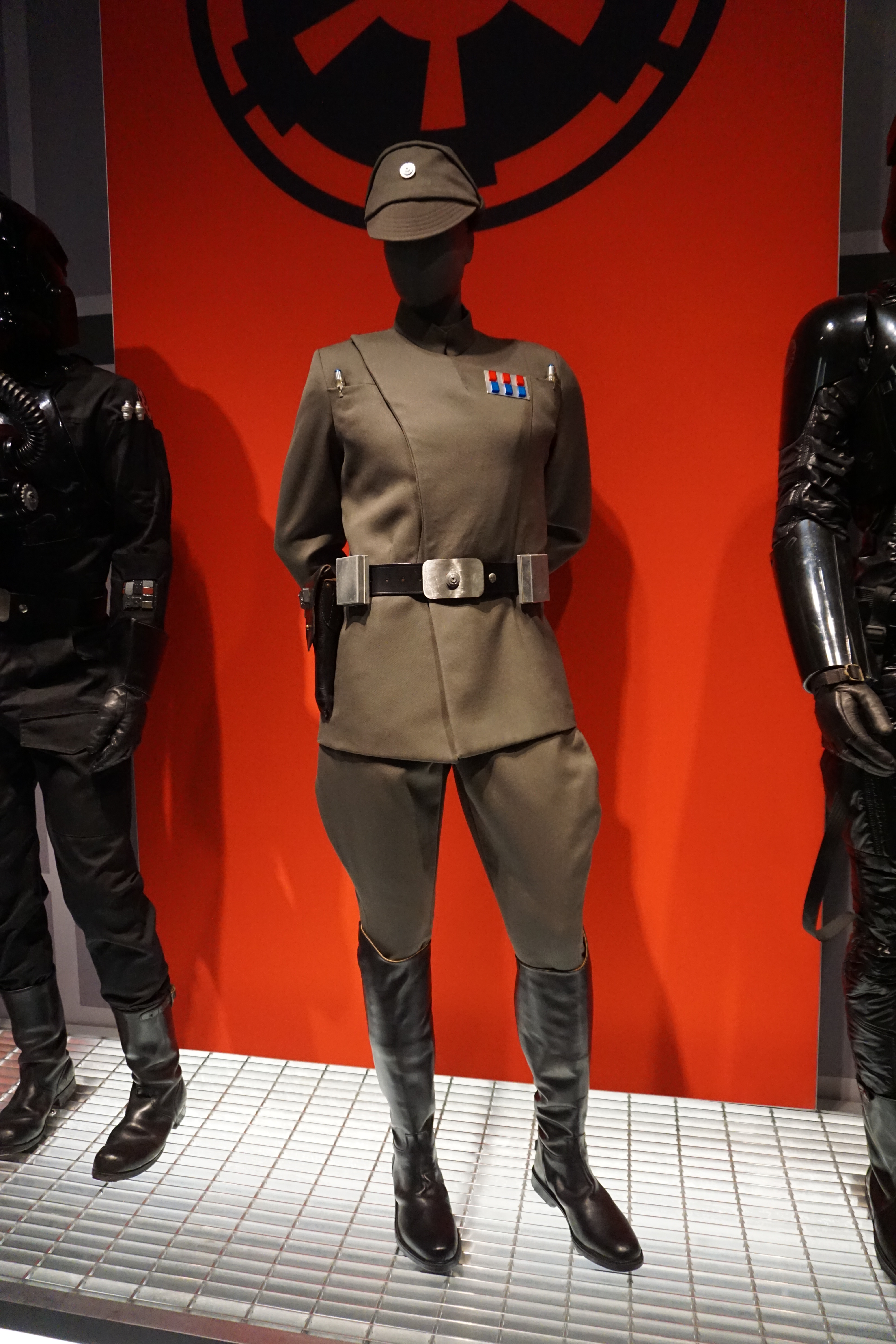
Costume di un ufficiale imperiale in mostra all'esibizione Star Wars and the Power of Costume al Detroit Institute of Arts

Nella creazione dell'Impero Galattico, George Lucas si ispirò all'estetica e all'ideologia della Germania nazista. Entrambi gli organismi si profilano infatti come delle dittature fasciste basate sul controllo totalitario della società, la dissoluzione delle strutture democratiche precedenti, il dominio di un regnante dai poteri assoluti e l'uso della forza e della violenza nell'ottenimento dei loro scopi. Il nome del corpo d'élite dell'Impero, gli stormtrooper, ricorda inoltre il gruppo paramilitare del Partito Nazista Sturmabteilung. L'aspetto di Dart Fener nella sua uniforme nera e la sua cieca obbedienza all'Imperatore, poi, sono allusioni alle Schutzstaffel, mentre le divise degli ufficiali imperiali e i loro copricapi presentano delle similitudini alle uniformi dei soldati tedeschi.
Altre fonti di ispirazione per l'Impero Galattico, per ammissione dello stesso Lucas, sono state le parate militari sovietiche in occasione della Festa del lavoro, nella scena dell'arrivo di Palpatine alla Morte Nera II, e gli Stati Uniti d'America al tempo della guerra del Vietnam, in particolare la presidenza di Richard Nixon.
L'ascesa al potere di Palpatine ricalca quella di Gaio Giulio Cesare, Napoleone Bonaparte e Adolf Hitler e rappresenta un monito su come le istituzioni democratiche possano essere manipolate in una dittatura con il consenso o il disinteressamento del popolo. Il rapporto tra Palpatine e Dart Fener, rispettivamente di capo e di freddo esecutore dei suoi ordini, è stato paragonato infine a quello tra Adolf Hitler e il Reichsführer-SS Heinrich Himmler, così come quello tra Iosif Stalin e il capo del NKVD Lavrentij Pavlovič Berija.

## Ordinamento

Bandiera dell'Impero Galattico

L'Impero Galattico è governato da Palpatine in qualità di imperatore. Egli regna con potere assoluto sulla galassia dal suo palazzo di Coruscant, capitale imperiale. Nelle sue funzioni, Palpatine è assistito dal Consiglio Imperiale, un organo esecutivo guidato dal gran visir Mas Amedda. Il Senato Galattico, ora rinominato Senato Imperiale, continua a esistere ma è privato quasi del tutto delle sue funzioni mantenendo praticamente solo un ruolo di rappresentanza. Nel film Guerre stellari, inoltre, Palpatine dissolve il Senato dopo aver scoperto che molti suoi membri figurano tra i fondatori dell'Alleanza Ribelle. Oltre all'Imperatore, nell'Impero Galattico il potere è nelle mani di governatori locali — i Moff, governatori di settore, e i Grand Moff, governatori di quadrante (ad esempio l'Orlo Esterno) — i quali hanno il controllo assoluto sui loro territori di pertinenza e rispondono solo agli ordini di Palpatine. Tra i governatori più influenti figura il Grand Moff Tarkin, sovrintendente dell'Orlo Esterno e comandante della Morte Nera in Una nuova speranza.
Dart Fener è il braccio destro dell'Imperatore e il suo delegato in svariate missioni diplomatiche e segrete. Oltre a Fener, Palpatine fa affidamento nelle missioni più delicate ad agenti chiamati Mano dell'Imperatore, degli agenti operativi appositamente addestrati di cui il più famoso è Mara Jade nelle opere dell'Universo espanso.

## Forze armate

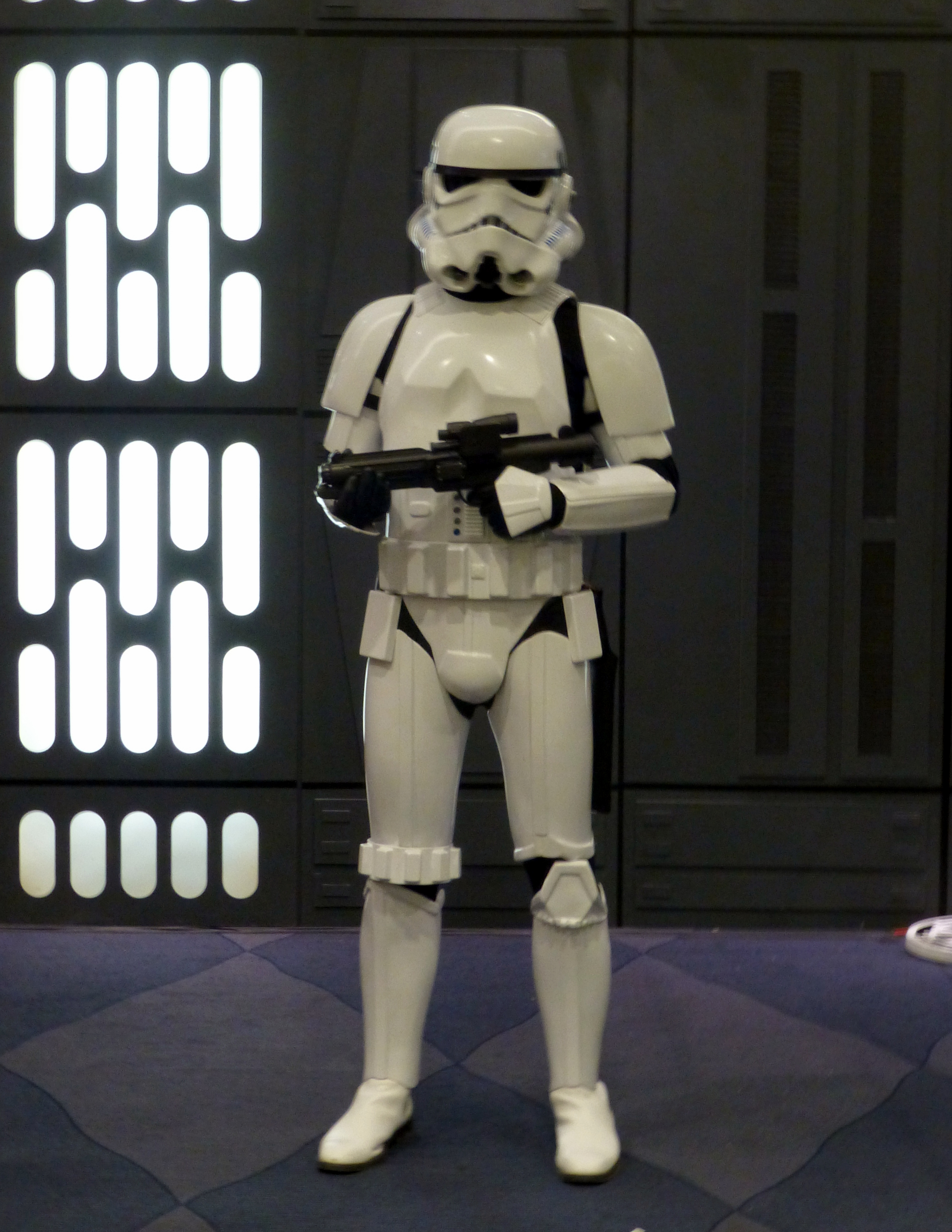
Cosplayer di uno stormtrooper

L'Impero Galattico dispone di vaste forze armate, impiegate in tutta la Galassia per incutere paura e rispetto nella figura dell'Imperatore, mantenere la pace e la sicurezza interna e scoraggiare ogni tentativo di insurrezione armata. Esse sono composte dall'Esercito e dalla Marina Imperiale, che agiscono rispettivamente sulla terraferma e nello spazio.
L'Esercito Imperiale è la principale forza terrestre dell'Impero e consiste in numerose legioni di soldati stazionate nella capitale, in guarnigioni dislocate su altri pianeti della Galassia o su navi della flotta imperiale. In quanto una diretta continuazione delle forze armate della Repubblica Galattica, il nucleo dell'esercito è inizialmente composto da clone trooper, che vengono via via sostituiti e integrati da soldati non clonati durante il periodo di esistenza dell'Impero, gli stormtrooper, individuabili dalla caratteristica armatura di protezione bianca ed estremamente devoti alla causa imperiale. Oltre alla fanteria, l'esercito dispone anche di molti veicoli corazzati, come gli AT-AT, gli AT-ST e gli AT-PT.
La Marina Imperiale è il principale braccio armato dell'Impero e sorveglia tutti i sistemi stellari che ne fanno parte. Tra i suoi incarichi rientrano la protezione dei cittadini e degli interessi imperiali da ribelli e criminali, il controllo dei traffici commerciali, il supporto all'esercito e l'applicazione della legge nella Galassia. La marina si compone di quattro divisioni principali: la divisione strategica, che si occupa della strategia e dell'amministrazione; la divisione di volo, che gestisce le operazioni delle navi da combattimento; la divisione di supporto alla flotta, che opera le manutenzioni e le riparazioni navali; e la divisione di supporto dei servizi, che fornisce i servizi e gli equipaggiamenti necessari al personale navale.
Le forze della Marina si dividono in gruppi che variano per dimensione e composizione a seconda dei compiti da svolgere e dei luoghi dove operano.
- Comando: una nave da guerra singola, di solito uno star destroyer.
- Linea di battaglia: da quattro a venti astronavi schierate su file successive, che possono avere compiti di attacco, attacco pesante, ricognizione, inseguimento e schermaglia.
- Squadrone: da quattordici a sessanta navi comandate da un ammiraglio ed assegnate alla protezione di un sistema. I tipi di squadrone sono: leggero, pesante, da battaglia e da bombardamento.
- Forza di sistema: comprende diversi squadroni sotto il comando di un ammiraglio e copre diversi sistemi stellari.
- Flotta: le flotte sono di tre tipi: d'assalto, da superiorità spaziale e da bombardamento. La prima conduce gli assalti planetari; la seconda tiene sotto controllo i sistemi con accertata presenza nemica; la terza viene usata per bombardare il pianeta dall'orbita qualora le forze terrestri nemiche siano particolarmente consistenti.
- Gruppo di settore: la più grande forza navale assegnata ad un settore della galassia e posta sotto il comando del Moff che governa la regione.

La flotta ha migliaia di astronavi a disposizione, ognuna con le sue caratteristiche e compiti precisi. In una formazione tipo la nave di comando è generalmente costituita da uno star destroyer. Numerose altre navi svolgono funzioni di portaerei, incrociatori, navi d'assalto e da trasporto truppe. Nelle schermaglie contro navi di dimensioni minori vengono invece impiegati i caccia stellari TIE.

### Death Squadron
Il Death Squadron è un reparto speciale della Marina Imperiale comandato personalmente da Dart Fener e da un ammiraglio; è composto dalla nave ammiraglia Executor, a bordo della quale si trovano Fener e il comandante dello squadrone, e da diversi star destroyer. Appare ne L'Impero colpisce ancora e Il ritorno dello Jedi. È istituito da Dart Fener dopo la battaglia di Yavin e, sotto il comando dell'ammiraglio Kendal Ozzel, dà la caccia ai ribelli attraverso la Galassia per alcuni anni, annientandoli ovunque si trovino. Lo squadrone partecipa alla battaglia di Hoth, infliggendo gravi danni alle forze ribelli e costringendo i superstiti a fuggire; in quest'occasione, Fener giustizia Ozzel per la sua incompetenza e affida il comando a Firmus Piett. Subito dopo, lo squadrone insegue il Millennium Falcon fino al pianeta Bespin. Un anno dopo partecipa alla battaglia di Endor sotto il comando di Piett, guidando tutta la Flotta Imperiale in battaglia. Nello scontro viene completamente distrutto assieme a buona parte della Flotta Imperiale e alla Morte Nera II.

## Universo espanso
Nell'Universo espanso di Guerre stellari, l'Impero Galattico sopravvive alla morte del suo leader sotto il comando di Sate Pestage, ex consigliere di Palpatine. Pressati dalla Nuova Repubblica, tuttavia, gli alti ufficiali e i comandanti sono costretti a radunare le proprie esigue forze militari e a ritirarsi nel Nucleo Profondo. Qui si instaura una situazione di caos e instabilità, in un gioco di potere che vede Moff, ufficiali e signori della guerra combattere tra di loro per ottenere il controllo di ciò che è rimasto dell'Impero, per questo ormai denominato Imperial Remnant (lett. "vestigia dell'Impero"). Tra i vari contendenti emergono alcune personalità di spicco, che riescono per qualche tempo a riunire intorno a sé le varie fazioni belligeranti e a insidiare la Repubblica: in particolare nella serie di romanzi Star Wars: X-wing la direttrice dei servizi segreti imperiali Ysanne Isard, che prende il controllo dell'Impero dal 5 all'8 ABY; nella serie di romanzi Trilogia di Thrawn il Grand'ammiraglio Thrawn, che grazie alla sua formidabile strategia militare riesce quasi a sconfiggere la Nuova Repubblica tra l'8 e il 9 ABY; e nel fumetto Dark Empire una serie di cloni di Palpatine tra il 10 e l'11 ABY.
Nella trilogia dell'Accademia Jedi e nel romanzo L'arma segreta l'ammiraglio Natasi Daala effettua un colpo di Stato, uccidendo i signori della guerra e riunendo l'Imperial Remnant sotto il suo comando; lancia quindi un attacco alla Nuova Repubblica, che tuttavia fallisce, spingendola a ritirarsi e a nominare Gilad Pellaeon come suo successore. Dopo una serie di campagne militari inconcludenti, nel 19 ABY il comandante supremo Pellaeon firma infine un trattato di pace con la Nuova Repubblica, mettendo definitivamente fine alla guerra civile galattica. Le due potenze si accordano sui loro confini e avviano una coesistenza pacifica, sebbene permanga una reciproca sfiducia.
Sei anni più tardi, come narrato nella serie di romanzi The New Jedi Order, gli yuuzhan vong, una civiltà aliena animata da fanatismo religioso, lancia un'offensiva devastante contro la galassia. L'Imperial Remnant si allea quindi con la Nuova Repubblica per respingere gli invasori. Anni dopo, nella serie di romanzi Fate of the Jedi, il colonnello Jagged Fel, eroe imperiale della guerra contro gli yuuzhan vong, sposa Jaina Solo, la figlia della Principessa Leila e di Ian Solo, e viene proclamato monarca. La loro unione consolida la pace tra la Federazione Galattica e l'Impero e dà origine alla dinastia Fel, che trasforma l'Imperial Remnant nell'Impero Fel.
Nel fumetto Star Wars: Eredità, ambientato oltre 130 anni dopo la battaglia di Endor, l'Impero Fel ha assunto la denominazione di Nuovo Impero Galattico e, sotto il comando di Roan Fel, lancia un attacco all'Alleanza Galattica. Questo conflitto, chiamato guerra Sith-Imperiale, si conclude dopo tre anni con la sconfitta dell'Alleanza, e con l'Impero che esercita nuovamente la sua supremazia sulla Galassia. Darth Krayt e il suo gruppo One Sith, tuttavia, usurpano il trono e costringono Roan Fel a mettersi in fuga. A capo dell'Impero in esilio, Roan prima e Marasiah Fel poi uniscono le forze con l'Alleanza Galattica e l'Ordine Jedi per sconfiggere i Sith e instaurare un triumvirato galattico.